# キース・フォーク
キース・フォーク（Keith Charles Foulke, 1972年10月19日 - ）は、アメリカ合衆国・サウスダコタ州ラピッドシティ出身の元プロ野球選手（投手）。現役時代は主にクローザーを務めていた。

## 経歴

### プロ入り前からジャイアンツ時代
ラピッドシティのエルスワース空軍基地で生まれ、テキサス州のハーグレーブ高校を卒業後、同じテキサスのガルベストン大学へ進んだ。1993年にはデトロイト・タイガースから14巡目（全体389位）で指名されるが契約はせず、アイダホ州のルイスクラーク州立大に移った1994年、サンフランシスコ・ジャイアンツから9巡目（全体256位）で指名され6月3日に契約、プロとしてのキャリアをスタートする事になる。
その年は4試合の登板にとどまったが、翌1995年はアドバンストA級で28試合に登板し、防御率3.51、13勝6敗、翌1996年はAA級で27試合に登板し、防御率2.75、12勝7敗と好成績をおさめる。1997年はAAA級フレズノで12試合に登板したところでメジャーに昇格するが、手荒い洗礼を受けてしまう。ジャイアンツは7月31日のトレード期限にフラッグシップ・ディールを行い、先発投手ウィルソン・アルバレス、ダニー・ダーウィンとリリーフのロベルト・ヘルナンデスを獲得、フォークはボブ・ハウリーら5人と共にシカゴ・ホワイトソックスに放出された。

### ホワイトソックス時代
ホワイトソックス移籍後リリーフにコンバートされ、ハウリーがクローザーとして育っていく中、主にセットアッパーをつとめていた。2000年にはシーズン途中からクローザーとなり、この年は34セーブを記録し、2001年は42セーブと順調に活躍する。
しかし2002年は5月末時点で防御率5.56、8セーブと安定感を欠き、その後復調したもののトータル11セーブに終わった。チームとしてもアントニオ・オスナが11セーブ、ダマソ・マルテが10セーブとクローザーに悩まされた1年となった。シーズンオフの12月3日、ホワイトソックスは新たなるクローザーとしてビリー・コッチをマイナー2選手と共に獲得し、フォークと他2名プラス金銭をオークランド・アスレチックスに放出した。

### アスレチックス時代
2003年は復活を果たし最多セーブのタイトルを獲得し、オールスターにも選出された。

### レッドソックス時代
2004年はアスレチックスからFAとなっていたが、1月7日にボストン・レッドソックスと契約。安定した成績をおさめ、チームはア・リーグ東地区2位でポストシーズンへ進出する。ディビジョンシリーズではアナハイム・エンゼルス相手に2試合登板し、1セーブ、無失点と完璧に抑え、チームは3連勝でリーグチャンピオンシップシリーズへ進出、シリーズではヤンキース相手に5試合登板し、ここでも1セーブ、無失点と抑えきり、4勝3敗でセントルイス・カージナルスとの2004年のワールドシリーズへと駒を進める。ワールドシリーズでも全4試合に登板、防御率1.80、1勝1セーブと4連勝で1918年以来86年ぶりのワールドシリーズ制覇に貢献し胴上げ投手となる。ポストシーズントータルでは防御率0.64、1勝3セーブと完璧な内容であった。
翌2005年は膝の故障に悩まされ序盤から不調であった。7月6日にはDL入りし翌日には左膝の内視鏡手術を受ける。9月9日に戻ってきた時には既にマイク・ティムリンにクローザーの座を奪われた後だった。復帰後は10日ほどの間にわずか6.2イニングを投げただけでシーズンを終えてしまった。オフには右膝まで内視鏡手術を受けることとなった。
2006年は復活を待たれていたが、術後の両膝に加え右肘と背中にも不安があり、スプリングトレーニングでの成績も芳しくなかったため、チームは先発での起用を予定していたジョナサン・パペルボンをクローザーに起用し、自身は中継ぎで使われることとなった。しかし6月13日には右肘の違和感でDL入りし、レッドソックスは2007年の契約オプション750万ドルを行使せずFAとなった。

### アスレチックス復帰
2007年1月4日にクリーブランド・インディアンスと契約するが、肘の状態は思わしくなくスプリングトレーニング直前の2月16日に「身体が思うように反応しない」と語り引退を表明した。しかし、復帰を考え9月に右肘の遊離軟骨除去手術を行い、復帰に向けてのトレーニングを開始。
2008年1月に行った入団テストには高い興味を示していたアスレチックス、アリゾナ・ダイヤモンドバックスをはじめ20数球団が視察に訪れ、最終的にアスレチックスと年俸70万ドル、インセンティブ総額250万ドルで契約し、ヒューストン・ストリートへつなぐセットアッパーとして期待されていたが、同年限りで退団した。

### 独立リーグ時代
2009年は独立リーグ・アトランティックリーグのニューアーク・ベアーズに入団しプレーした。この年限りで現役を引退した。

## 選手としての特徴
直球は90mph（約145km）に満たないがチェンジアップを武器に打者を翻弄する 。

## 詳細情報

### 年度別投手成績
| 年 度     | 球 団     | 登 板 | 先 発 | 完 投 | 完 封 | 無 四 球 | 勝 利 | 敗 戦 | セ 丨 ブ | ホ 丨 ル ド | 勝 率 | 打 者 | 投 球 回 | 被 安 打 | 被 本 塁 打 | 与 四 球 | 敬 遠 | 与 死 球 | 奪 三 振 | 暴 投 | ボ 丨 ク | 失 点 | 自 責 点 | 防 御 率 | W H I P |
| --------- | --------- | ----- | ----- | ----- | ----- | -------- | ----- | ----- | -------- | ----------- | ----- | ----- | -------- | -------- | ----------- | -------- | ----- | -------- | -------- | ----- | -------- | ----- | -------- | -------- | ------- |
| 1997      | SF        | 11    | 8     | 0     | 0     | 0        | 1     | 5     | 0        | --          | .167  | 209   | 44.2     | 60       | 9           | 18       | 1     | 4        | 33       | 1     | 0        | 41    | 41       | 8.26     | 1.75    |
| 1997      | CWS       | 16    | 0     | 0     | 0     | 0        | 3     | 0     | 3        | --          | 1.000 | 117   | 28.2     | 28       | 4           | 5        | 1     | 0        | 21       | 0     | 0        | 11    | 11       | 3.45     | 1.15    |
| '97計     | CWS       | 27    | 8     | 0     | 0     | 0        | 4     | 5     | 3        | --          | .444  | 326   | 73.1     | 88       | 13          | 23       | 2     | 4        | 54       | 1     | 0        | 52    | 52       | 6.38     | 1.51    |
| 1998      | CWS       | 54    | 0     | 0     | 0     | 0        | 3     | 2     | 1        | --          | .600  | 267   | 65.1     | 51       | 9           | 20       | 3     | 4        | 57       | 3     | 1        | 31    | 30       | 4.13     | 1.09    |
| 1999      | CWS       | 67    | 0     | 0     | 0     | 0        | 3     | 3     | 9        | 21          | .500  | 411   | 105.1    | 72       | 11          | 21       | 4     | 3        | 123      | 1     | 0        | 28    | 26       | 2.22     | 0.88    |
| 2000      | CWS       | 72    | 0     | 0     | 0     | 0        | 3     | 1     | 34       | 3           | .750  | 350   | 88.0     | 66       | 9           | 22       | 2     | 2        | 91       | 1     | 0        | 31    | 29       | 2.97     | 1.00    |
| 2001      | CWS       | 72    | 0     | 0     | 0     | 0        | 4     | 9     | 42       | 0           | .308  | 322   | 81.0     | 57       | 3           | 22       | 1     | 8        | 75       | 1     | 0        | 21    | 21       | 2.33     | 0.98    |
| 2002      | CWS       | 65    | 0     | 0     | 0     | 0        | 2     | 4     | 11       | 8           | .333  | 306   | 77.2     | 65       | 7           | 13       | 2     | 2        | 58       | 1     | 0        | 26    | 25       | 2.90     | 1.00    |
| 2003      | OAK       | 72    | 0     | 0     | 0     | 0        | 9     | 1     | 43       | 0           | .900  | 338   | 86.2     | 57       | 10          | 20       | 2     | 7        | 88       | 0     | 1        | 21    | 20       | 2.08     | 0.89    |
| 2004      | BOS       | 72    | 0     | 0     | 0     | 0        | 5     | 3     | 32       | 0           | .625  | 333   | 83.0     | 63       | 8           | 15       | 5     | 6        | 79       | 3     | 0        | 22    | 20       | 2.17     | 0.94    |
| 2005      | BOS       | 43    | 0     | 0     | 0     | 0        | 5     | 5     | 15       | 1           | .500  | 210   | 45.2     | 53       | 8           | 18       | 1     | 5        | 34       | 0     | 0        | 30    | 30       | 5.91     | 1.55    |
| 2006      | BOS       | 44    | 0     | 0     | 0     | 0        | 3     | 1     | 0        | 14          | .750  | 205   | 49.2     | 52       | 9           | 7        | 0     | 2        | 36       | 2     | 0        | 24    | 24       | 4.35     | 1.19    |
| 2008      | OAK       | 31    | 0     | 0     | 0     | 0        | 0     | 3     | 1        | 8           | .000  | 133   | 31.0     | 28       | 7           | 13       | 2     | 1        | 23       | 1     | 0        | 14    | 14       | 4.06     | 1.32    |
| MLB：11年 | MLB：11年 | 619   | 8     | 0     | 0     | 0        | 41    | 37    | 191      | 55          | .526  | 3201  | 786.2    | 652      | 94          | 194      | 24    | 44       | 718      | 14    | 2        | 300   | 291      | 3.33     | 1.08    |

- 各年度の太字はリーグ最高

### 年度別守備成績
| 年 度 | 球 団 | 投手（P） | 投手（P） | 投手（P） | 投手（P） | 投手（P） | 投手（P） |
| 年 度 | 球 団 | 試 合     | 刺 殺     | 補 殺     | 失 策     | 併 殺     | 守 備 率  |
| ----- | ----- | --------- | --------- | --------- | --------- | --------- | --------- |

### タイトル
- 最多セーブ投手：1回（2003年）

### 表彰
- ローレイズ・リリーフマン賞：1回（2003年）
- ベーブ・ルース賞：1回（2004年）

### 記録
- MLBオールスターゲーム選出：1回（2003年）

### 背番号
- 38（1997年 - 同年途中）
- 44（1997年 - 同年終了）
- 29（1998年 - 2006年、2008年）